# Dorfkirche Vehlitz

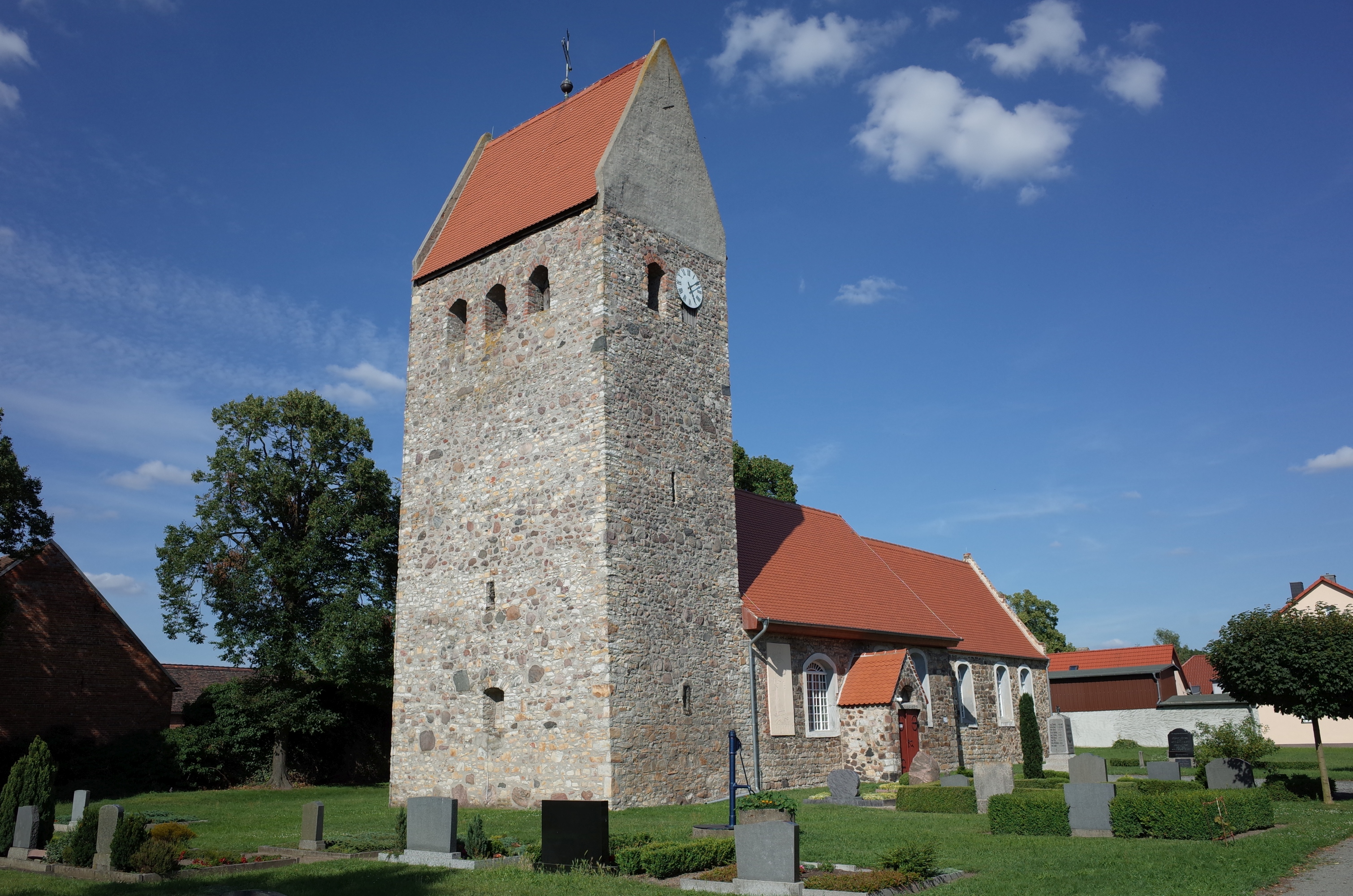
Dorfkirche Vehlitz

Die evangelische Dorfkirche Vehlitz (auch St. Stephanus) ist eine spätromanische Saalkirche im Ortsteil Vehlitz von Gommern im Landkreis Jerichower Land in Sachsen-Anhalt. Sie gehört zum Pfarrbereich Gommern im Kirchenkreis Elbe-Fläming der Evangelischen Kirche in Mitteldeutschland (EKMD).

## Geschichte und Architektur
Die aus Bruch- und Feldsteinmauerwerk errichtete Saalkirche besteht aus einem querrechteckigen Westturm, einem Schiff von gleicher Breite und einem eingezogenen, gerade geschlossenen Chor, der im 16. Jahrhundert nachträglich um zwei Fensterachsen nach Osten verlängert und mit einem Blendrüschengiebel versehen wurde, wobei die romanische Priesterpforte an der Südseite erhalten blieb. Die ursprünglichen Fenster mit Holzrahmen sind an der Nordseite erhalten, am Schiff wurden sie erneuert. Es ist anzunehmen, dass sich an den ursprünglich kürzeren Chor eine Apsis anschloss.
Innen ist das Bauwerk durch eine Flachdecke mit Schablonenmalerei aus den 1930er Jahren geschlossen, die schlichten Emporen an der Nord- und Westseite stammen aus dem 17. Jahrhundert. Im Chor ist eine Sakramentsnische im Norden und eine Piscina im Süden eingelassen.

## Ausstattung
Das Hauptstück der Ausstattung ist ein spätgotisches Schnitzaltarretabel aus der Zeit um 1500, das im Schrein Maria zwischen Petrus und Paulus zeigt, in den Flügeln sind in zwei Reihen übereinander die zehn übrigen Apostel sowie die Heiligen Anna und Dorothea dargestellt.
Die hölzerne, rundbogig gefelderte Renaissancekanzel mit Schalldeckel ist ein Werk aus der zweiten Hälfte des 17. Jahrhunderts. Der gotische kelchförmige Taufstein stammt aus dem 14. Jahrhundert, das achteckige Becken ist an jeder Seite mit stark plastischem, in eine hängende Lilie auslaufendem Maßwerk geschmückt. Der neuromanische Orgelprospekt ist ein Werk von Eduard Beyer aus Magdeburg-Neustadt aus dem Jahr 1893. Im Chor ist eine barocke Prieche mit Gitterfenster erhalten, das barocke Gestühl stammt aus dem Jahr 1705. Ein kleines spätgotisches Vesperbild aus der zweiten Hälfte des 15. Jahrhunderts ist deponiert.